# 日本テレビ水曜9時枠連続ドラマ
日本テレビ水曜9時枠連続ドラマは、日本テレビ系列で1985年10月 - 1986年9月(現代劇)及び1987年4月 - 1988年3月(日曜22:30から移動した海外ドラマ)まで、毎週水曜日夜9時枠に放送されていたテレビドラマの全体をいう。

## 枠の歴史
それまでこの時間に放送されていた『水曜ロードショー』が『金曜ロードショー』として枠移動するのに伴い、水曜21時台に1時間の連続ドラマ枠が18年ぶりに編成された。
1987年10月から1988年3月までの日本テレビ水曜日夜間の番組について、本放送枠のほか、19時枠・20時枠・22時枠（水曜ドラマ）と、4時間に渡って連続ドラマが編成された。
2023年現在は『上田と女が吠える夜』というバラエティ番組枠が放送されている。

## 放送されていた作品

### 1985年10月 - 1986年9月（現代劇）
- ハーフポテトな俺たち（1985年10月9日 - 12月25日）
- ジャンプアップ!青春（1986年1月8日 - 3月26日）
- このままじゃ、ボクの将来知れたもの（1986年4月9日 - 7月2日）
- パパ合格ママは失格（1986年7月9日 - 9月29日）

### 1987年度（海外作品）
- 超音速攻撃ヘリ エアーウルフ（1987年4月8日 - 11月11日） - 日曜22:30より移動。
- 新エアーウルフ 復讐編（1987年11月18日 - 1988年3月23日）

## 参考：以前の水曜9時枠連続ドラマ
参考までに、『水曜ロードショー』設置以前に放送されていた水曜21:00開始のドラマを紹介する。放送枠は全て21:00 - 21:30。

### 1963年
- 美しき嘘（1963年10月9日 - 1964年4月1日）

この間30分連続ドラマ中断

### 1964年
- 天真らんまん（1964年9月16日 - 12月16日）
- がんこ太平記（1964年12月30日 - 1965年3月24日）

この間30分連続ドラマ中断

### 1965年
- ママとおふくろ（1965年10月20日 - 1966年4月13日） - 月曜21:30へ移動。

### 1966年
- 新アッちゃん（1966年4月27日 - 11月30日）
- 過去のない男（1966年12月7日 - 1967年4月5日） - 海外作品。

この間30分連続ドラマ中断

### 1968年
- ざっくばらん （1968年10月2日 - 1969年3月26日）

## 参考：以前の水曜9時30分枠連続ドラマ

### 1965年
- 男ごころ（1965年4月7日 - 6月30日）
- パパのおくりもの（1965年8月4日 - 1966年1月26日） - 本作品までは30分枠の放送。

### 1967年
- 明治天皇（第2シリーズ）（1967年1月 - 1967年6月7日） - 読売テレビ制作。本作品より1時間枠での放送。
- ポール・ブライアン（1967年6月14日 - 1967年9月27日） - 海外作品。
- 戦国無宿（1967年10月4日 - 1968年1月31日） - 読売テレビ制作。

### 1968年
- ジョン万次郎（1968年2月7日 - 1968年3月27日）
- 道頓堀（1968年4月3日 - 1969年3月26日） - 読売テレビ制作。

### 1969年
- ややととさん（1969年4月2日 - 1969年6月25日） - 読売テレビ制作。
- 売らいでか! （1969年7月2日 - 1969年9月24日）- 読売テレビ制作。

### 1970年
- 芦田伸介劇場 男たちのブルース（1970年10月7日 - 1970年12月30日）

（参考：「キー局番組編成変遷ひょー」「テレビドラマデータベース」および、日本テレビ社史「大衆とともに25年・沿革史」455～479頁 1978年）